# Lassen Peak Lookout
Le Lassen Peak Lookout est une tour de guet qui se dressait autrefois dans le comté de Shasta, en Californie, dans l'ouest des États-Unis. Construite en 1913 par le Service des forêts des États-Unis sur le pic Lassen, dans la chaîne des Cascades, cette structure en bois est progressivement trouée puis réduite en ruines par les retombées de l'activité volcanique du sommet commencée en 1914. Ce processus a été amplement photographié par plusieurs témoins, parmi lesquels Benjamin Loomis.